# Domenico Morea
Domenico Morea (Alberobello, 21 giugno 1833 – Conversano, 17 luglio 1902) è stato uno storico e presbitero italiano.

## Biografia
Suo padre Giovanni, un sarto originario di Noci, si era trasferito nella vicina Alberobello e qui aveva sposato Maria Sisto. Con la prematura morte della madre e le seconde nozze del padre, il piccolo Domenico, che aveva appena quattro anni, fu affidato a un sacerdote francescano alberobellese, padre Raffaele Bernardi, che lo portò con sé in Salento, presso il convento dei frati minori osservanti di Botrugno. Tornato ad Alberobello a quattordici anni senza avere perso l'amore per lo studio e la vocazione al sacerdozio, grazie al sostegno economico di una sua zia materna e alla mediazione di don Vito Modesto Colucci, un sacerdote di spiccate idee liberali, poté entrare nel seminario diocesano di Conversano, che era ritenuto tra i più qualificati della Puglia. Il vescovo di Conversano Giuseppe Maria Mucedola riconobbe le spiccati doti del seminarista e dopo l'ordinazione a diacono lo inviò a sue spese presso l'abbazia di Montecassino. Suo precettore fu padre Luigi Tosti, dal quale apprese l'amore per le ricerche erudite e un approccio storiografico di matrice liberale.
Domenico Morea fu ordinato presbitero il 27 marzo 1856 a Napoli; nella capitale borbonica rimase per breve tempo a studiare esegesi biblica presso l'università e il collegio gesuitico. Il vescovo Mucedola, infatti, si impegnò alacremente per procurargli un passaporto e inviarlo a perfezionarsi a Roma, presso la Pontificia Università Gregoriana. Qui entrò in contatto con Pasquale Passaglia, suo docente di Teologia, in seguito, e strinse amicizia con il compagno di studi Geremia Bonomelli, che sarebbe poi diventato vescovo di Cremona. 
Il giovane sacerdote soggiornò a Roma sino a giugno del 1857, quando fu richiamato in diocesi per ricoprire, ad appena 24 anni, l'incarico di rettore del seminario di Conversano, in sostituzione del canonico Michele Cornacchioli. Durante la sua direzione, il seminario conversanese divenne «un faro di luce nella regione e una fucina d'ingegni eletti e di anime aperte ai problemi religiosi e civili dei tempi nuovi». Nel 1858 a don Domenico Morea fu anche affidata la cattedra di Teologia Dogmatica, che tuttavia nel 1860 lasciò per motivi di salute, trasferendosi nella nativa Alberobello. 
Nel 1861 fu tuttavia richiamato a Conversano per succedere al sacerdote Domenico Urbano nella guida del ginnasio-liceo di Conversano, attiguo al seminario. Morea avrebbe mantenuto l'incarico per oltre quarant'anni, sino alla morte, giunta improvvisamente nel 1902.
Fu terzo parroco-arciprete e monsignore della chiesa matrice di Alberobello dal marzo 1868 al 1898. Nel 1869 accolse il nuovo altare maggiore che era previsto a Conversano ma per sede vacante in diocesi rimase in Alberobello e sostituì il precedente altare in marmo. Nel 1881 promosse presso l'amministrazione comunale un nuovo ampliamento della chiesa e il rifacimento della facciata, commissionati all'architetto locale Antonio Curri e finanziati dall'amministrazione comunale. La nuova facciata fu inaugurata nel 1885.

## Opere
- I classici antichi nelle tradizioni della Chiesa e dell'Italia (1891)[7]
- Chartolarium del Monastero di San Benedetto di Conversano (1892)[8][9]
- Nel 1886 pubblicò un libretto con la storia del culto dei Santi Medici ad Alberobello.

## Riconoscimenti
A Domenico Morea sono intitolati il liceo ginnasio di Conversano, che diresse per quarant'anni, e la scuola primaria di Alberobello. Nel centenario della nascita ad Alberobello fu inaugurato un monumento bronzeo che lo raffigurava a figura intera, che tuttavia venne fuso durante la seconda guerra mondiale. Un nuovo busto fu ricollocato nel 1950, opera di frate Adolfo Rollo. 